# Pacte de Najran
Le Pacte de Najran (Nadjran) est un pacte qui aurait été conclu vers 631 entre Mahomet et des chrétiens, pour régir les rapports entre la communauté musulmane de Médine et la communauté chrétienne de Najran, au Yémen. Cet épisode de la vie de Mahomet est relaté dans la sîra d'Ibn Hichâm.

## Le pacte selon Ibn Hichâm

### Contexte
La présence ancienne de communautés chrétiennes au Yémen est attestée par des découvertes archéologiques et des sources scripturaires (Livre des Himyarites). Les sources chrétiennes ne rendent aucun compte du Pacte de Najran, dont on trouve la première trace dans la sîra d'Ibn Hichâm, datée du IXe siècle. Chiites et sunnites s'accordent pour reconnaître la réalité de l'événement. Les sources les plus proches de l'événement restent peu éloquentes sur son contenu.
La sîra d'Ibn Hichâm rapporte qu'au cours de la dixième année suivant l'Hégire (631), l'expansion du jeune État islamique ayant atteint le Yémen, une délégation de 70 chrétiens, dont 14 notables, établis dans la communauté de Najran, à quelque 600 km de Médine, la cité où vivait Mahomet, se serait rendue à Médine chez lui, soit un an avant sa mort pour négocier les conditions de leurs relations avec la communauté musulmane. Mahomet les aurait accueillis, et laissé prier dans la mosquée de Médine dans la direction de l'Orient. Les négociations entre ces chrétiens et Mahomet aboutirent après trois jours : en échange de la protection du nouvel État musulman, les chefs chrétiens acceptèrent de fournir tous les six mois 1000 habits onciaux, plus 30 cuirasses et 30 lances en cas d'expédition musulmane au Yémen.

### Le récit du pacte selon Ibn Hichâm
Louis Massignon découpe le récit en 6 étapes :
- Face à l'expansion musulmane, la république chrétienne de Najran envoie une mission diplomatique auprès de Mahomet
- Prière de la mission diplomatique dans la mosquée avec Mahomet
- Mahomet critique la croyance en la divinité de Jésus des chrétiens et propose une ordalie.
- Les chrétiens refusent l'ordalie et cherchent à négocier
- Texte du traité
- Liste des signataires

Tel que rapporté dans la sîra d'Ibn Hichâm, le traité de Najran fut négocié à égalité entre deux puissances, l'une artisanale (Najran), l'autre militaire (Médine).

### Texte du traité
Selon Louis Massignon, le texte transmis par la tradition musulmane se limite à donner le prix contre lequel les habitants de Najran pourront rester chrétiens, c'est-à-dire 2 000 tissus brodés, 30 cottes de mailles, 30 chevaux, 30 chameaux et renoncer à l'usure.

## Autre source à propos de ce pacte entre musulmans et chrétiens
Un second texte attestant d'un pacte entre Mahomet et les chrétiens de Najran est aujourd'hui connu. Ce texte est à l'origine d'un ensemble formé par « la plupart des textes de sauvegarde conservés par les églises d’Orient ». La chronique de Séert, écrite vers 1036, contient l'une des plus anciennes copies de ce texte,.

### Historicité du texte
Pour Louis Massignon, en 878, une lettre adressée aux chrétiens de Najran et attribuée faussement à Mahomet, est rédigée par des scribes nestoriens du monastère de Dayr Qunna à la demande de convertis, les Banou Makhlad afin d'assurer la protection des chrétiens. Son apparition est présentée comme une redécouverte d'une charte ancienne, sur peau de taureau, à Barmasha. Ce texte se veut être « le libellé primitif de la fameuse convention diplomatique passée en l'an 10/631 entre le prophète et les Belharith chrétiens du Najran. ».
Pour Louis Massignon, il ne s'inspire pas du texte de la convention transmis par la tradition islamique. Dans ce texte, les conditions imposées aux chrétiens sont faibles et correspondent à ce que défendaient les secrétaires d'État chrétiens abbassides, en particulier la non-destruction des lieux de cultes, l'exemption de conscription militaire, l'absence de contrainte de conversion. Ce texte permettait d'appuyer les demandes des hommes d'État chrétiens de 852 à 885 et en partie obtenues entre 876 et 885. À partir de 903, le statut des chrétiens se durcit.
Jean-Michel Mouton, qui reprend cette thèse, défend la thèse que « ce document, retranscrit et adapté aux lieux de culte où il devait circuler et qu’il devait protéger, arriva à une date inconnue au Sinaï où il se transforma en convention de Mahomet au monastère Sainte-Catherine, tout en reprenant à l’identique le texte » de la lettre. Pour Gabriel Said Reynolds, ces alliances ont été tardivement "forgées par des chrétiens qui voulaient prouver à leurs suzerains musulmans que le Prophète lui-même avait garanti leur bien-être et la préservation de leurs biens".
À l'inverse, Ahmed El-Wakil, qui prolonge ainsi les thèses de Morrow,  défend la thèse que le document premier aurait été le pacte du Sinaï (Ashtiname) qui aurait ensuite été diffusé. Celui-ci serait attribuable à Mahomet et la version d'Ibn Hisham serait une corruption du texte original.

### Réception actuelle du texte.
Depuis 2013, date de la publication du livre de John Andrew Morrow sur les pactes de Mahomet, et de la création du site Covenants of the Prophet qui a recueilli de nombreuses signatures, un intérêt renouvelé se montre à ce sujet, et les publications et prises de positions se multiplient.
Charles Upton, préfacier du livre de Morrow, déclare dans le cadre de cette polémique: "J'admets tout à fait que ceux qui pensent que les pactes du Prophète Mahomet sont des falsifications ont des arguments, mais ceux qui considèrent qu'ils sont largement authentiques ont aussi les leurs ; John Andrew Morrow, bien qu'il penche nettement vers la validité de la plupart de ces documents, présente les arguments des deux partis".
Pour Reynolds, "ces documents [en tant que "contrefaçons médiévales] ne peuvent tout simplement pas constituer une base solide pour notre quête mutuelle de promotion de l'harmonie dans les relations islamo-chrétiennes".